# 假水苏
假水苏（学名：Stachyopsis oblongata）为唇形科假水苏属下的一个种。

## 扩展阅读
維基物種上的相關：假水苏